# Fissidens jansenii
Fissidens jansenii är en bladmossart som beskrevs av Cécilia Loff Pereira Sérgio Costa Gomes och Ronald Arling Pursell 2001. Fissidens jansenii ingår i släktet fickmossor, och familjen Fissidentaceae. Inga underarter finns listade i Catalogue of Life.